# San Vicente (El Salvador)
San Vicente è il capoluogo del dipartimento di San Vicente, in El Salvador.

## Geografia fisica
Il comune di San Vicente si estende su una superficie di 267,25 km e il capo ha un'altitudine di 390 m s.l.m. La città si trova sulla riva destra del fiume Acahuapa.